# Hermonassa ferruginea
Hermonassa ferruginea är en fjärilsart som beskrevs av Embrik Strand 1916. Hermonassa ferruginea ingår i släktet Hermonassa och familjen nattflyn. Inga underarter finns listade i Catalogue of Life.